# Lecythis pisonis
Lecythis pisonis là một loài thực vật có hoa trong họ Lecythidaceae. Loài này được Cambess. mô tả khoa học đầu tiên năm 1833.

## Hình ảnh

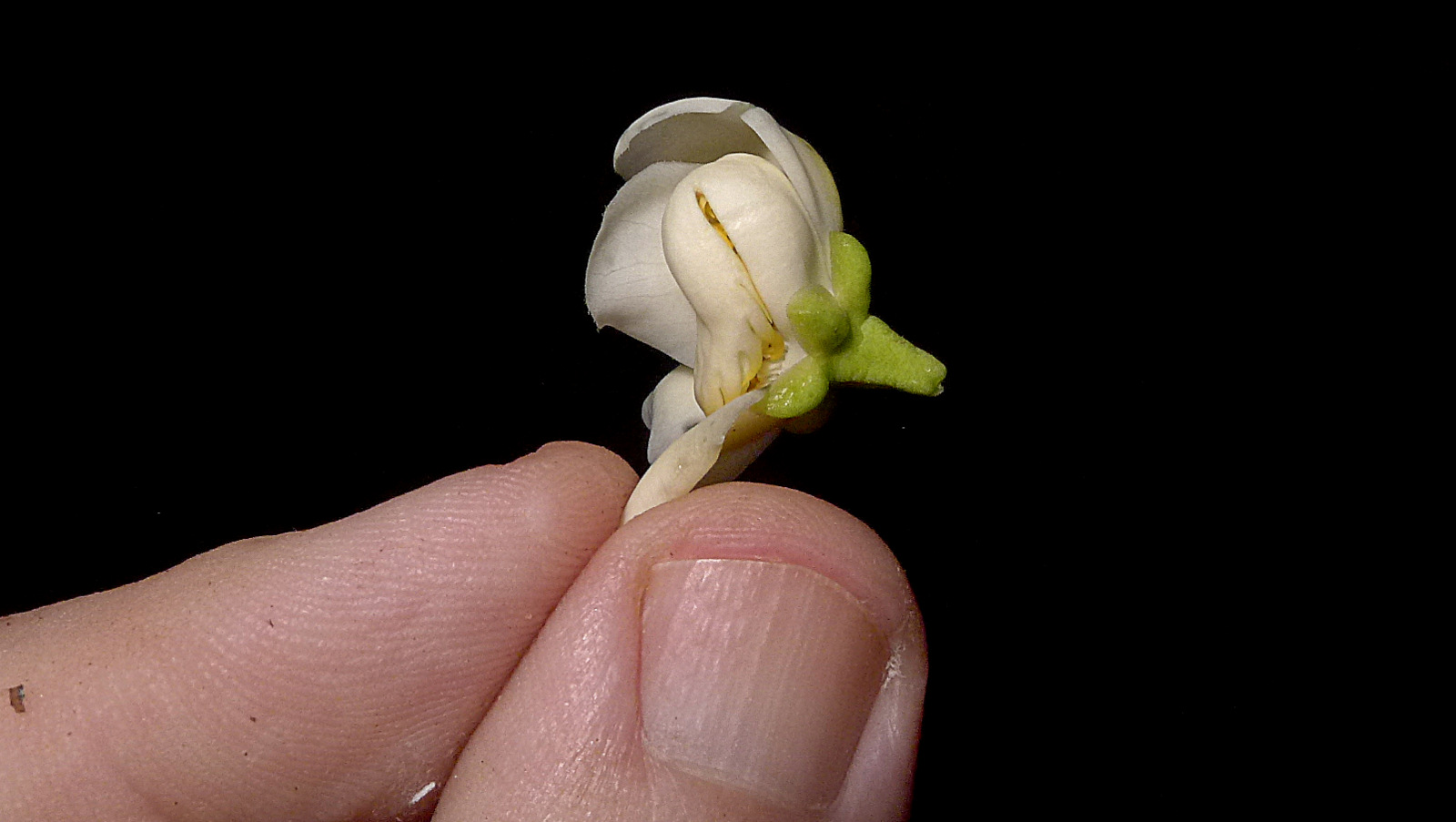
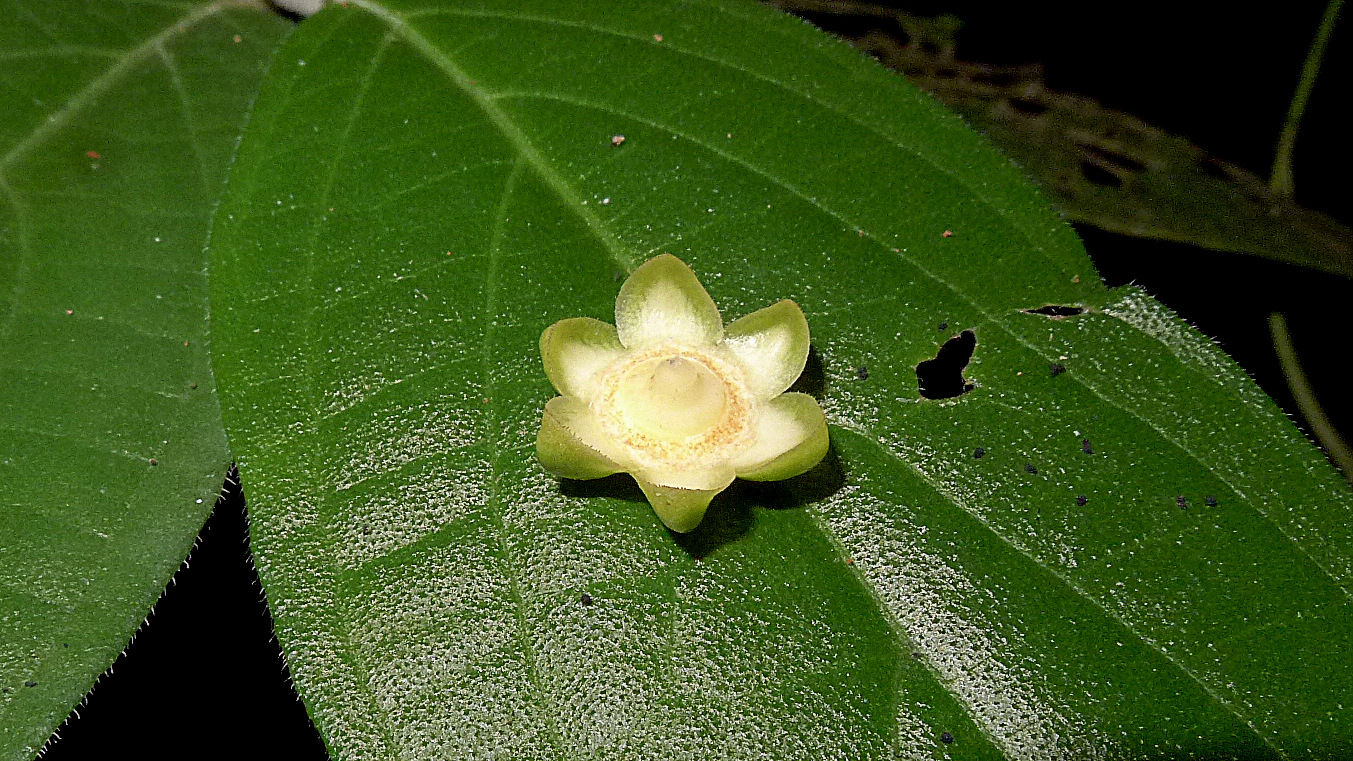
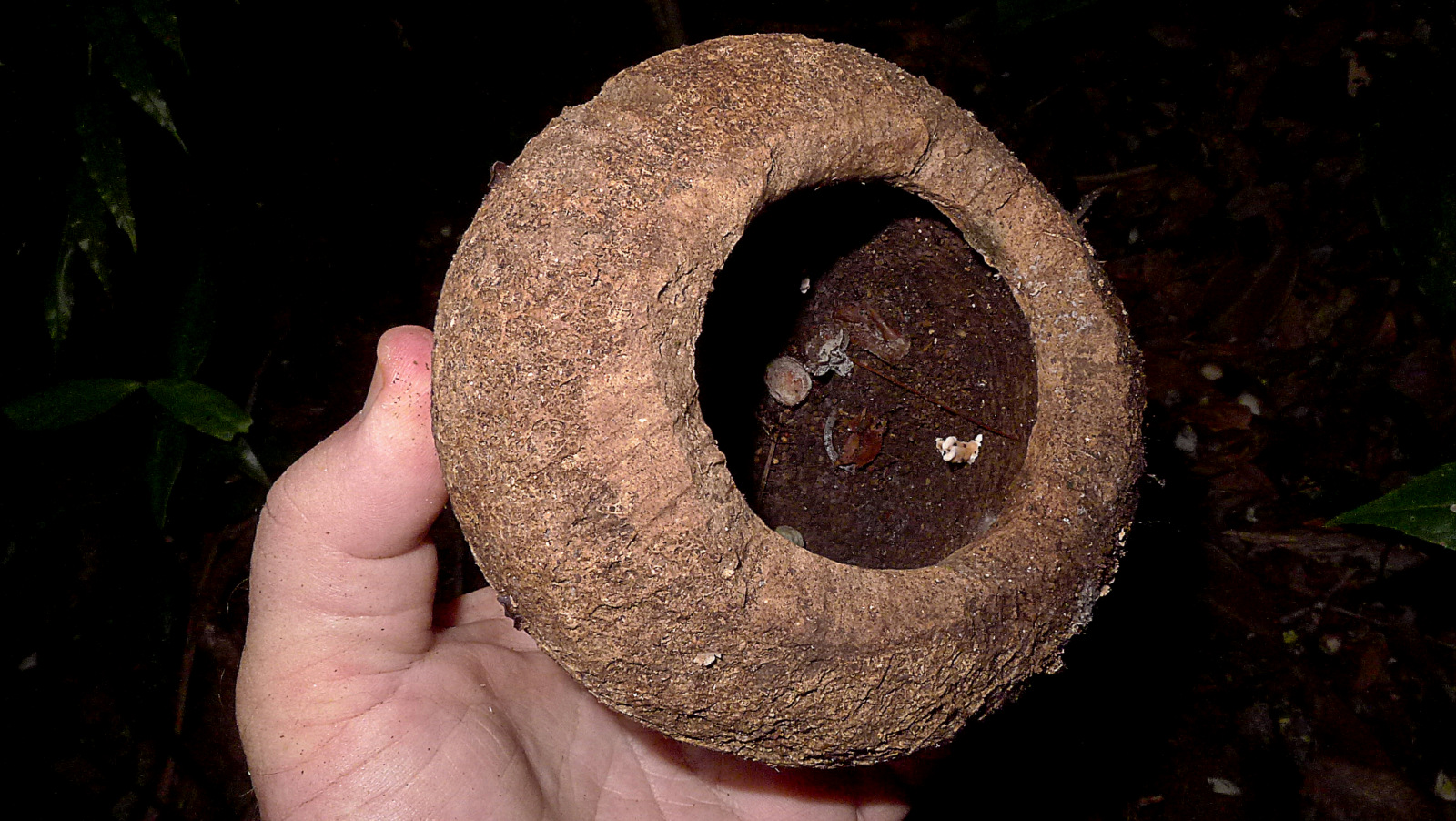
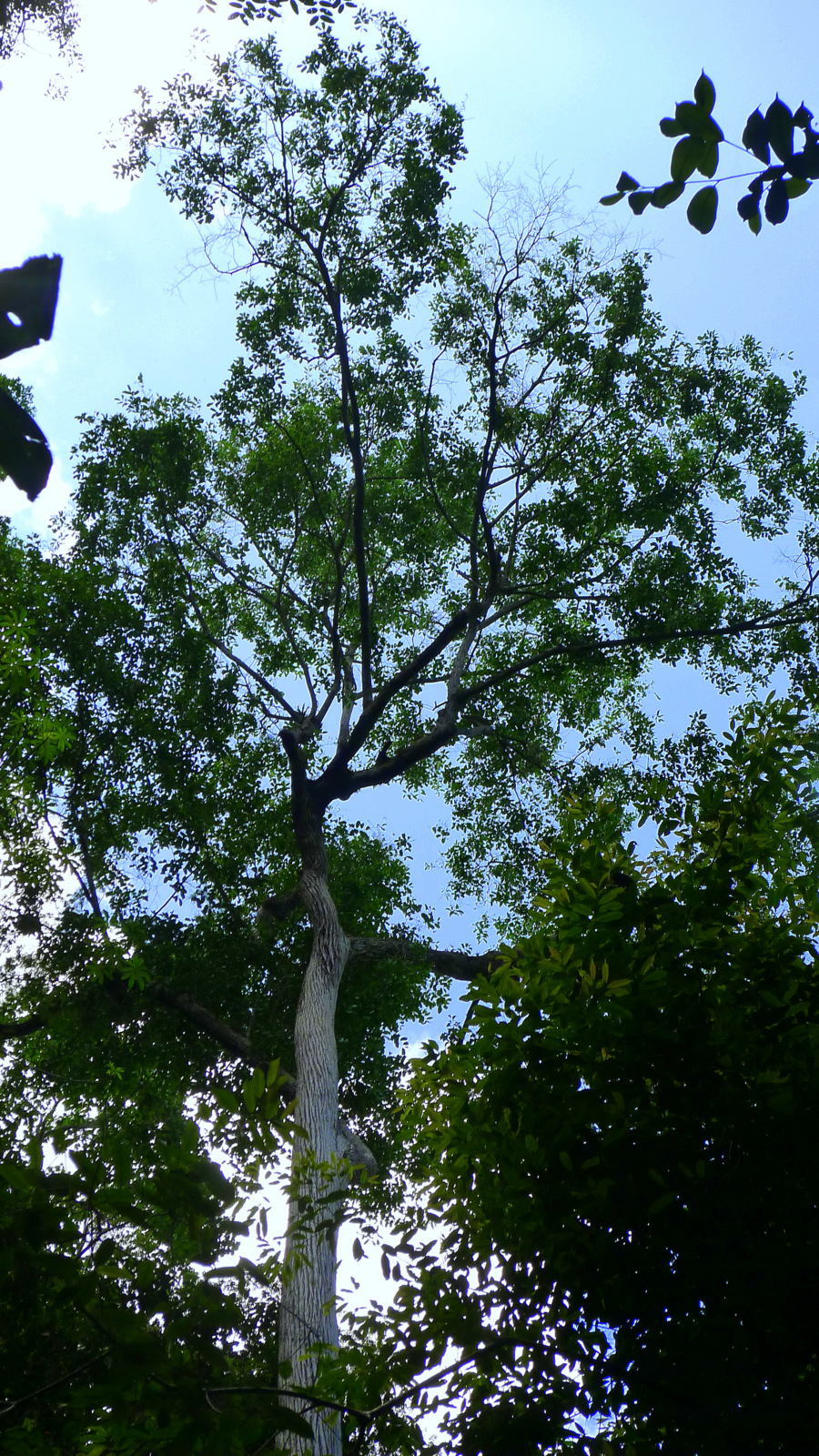